# Llista de fabricants d'autocicles
Aquesta és una llista amb els principals fabricants d'autocicles al llarg de la història, classificats pel país de producció.

## Autocicles per països

### Alemanya
| - Arimofa - Bootswerft Zeppelinhafen (B.Z.) | - Cyklon - Dehn | - Grade - Koco | - Minimus Fahrzeugwerk - Pluto | - Slaby-Beringer - Spinell - Staiger | - Zaschka |

### Argentina
- Viglione

### Àustria
- Austro, 1913–14
- Grofri

### Bélgica
| - CAP - SCH |

### Canadà
| - Baby Car | - Campagna T-Rex | - Dart Cycle Car Co | - Glen Motor Company - Gramm | - Holden-Morgan | - Welker-Doerr |

### Dinamarca
- Dana

### Estats Units
| - American - Argo - Arrow - Asheville - Briggs & Stratton Flyer (Smith Flyer) - Bull Moose-Cutting Automobile Company (Baby Moose) - Burrows (1914 Ripley NY) | - Car-Nation - Ceco (Continental Engineering Company) - Coey - Comet - Continental Engine Manufacturing Company - Cycle-Car - Cyclops | - Dayton - De La Vergne - Delco - Dodo - Dudly Bug - Economy car - EIM - Engler - Falcon - Fenton - Geneva - Greyhound | - Hall - Hanover - Hawk - Hawkins - Hoosier Scout - IMP - JPL - Kearns LuLu - Keller - La Vigne - Limit - Logan | - Malcolm Jones - Merz - Michaelson - Mecca - Mercury - Motor Bob - O-We-Go - Pacific - Pioneer - Portland - Post - Prigg - Puritan | - Real - Rex - Saginaw - Scripps-Booth - Smith Flyer - Trumbull - Twombly - Vixen - Winthur - Wizzard - Woods - Xenia - Yankee |

### Espanya
- Izaro

Vegeu la secció Països Catalans per als autocicles fabricats en aquests territoris.

### França
| - Able - Ajams - Ajax - Alcyon - Amilcar - Allain et Niguet (AN) - Ardex - Arzac - Astatic - Astra - Austral - Auto Practique - Automobillette - Autorette - Bédélia - Benjamin - Billard - Blériot Aéronautique - Benova | - Bignan - Bollack Netter and Co (B.N.C.) - Bucciali (Buc) - Causan - Coadou et Fleury - Contal - Coudert (Lurquin-Coudert) - Croissant - De Sanzy - D'Yrsan - D'Aux - De Marçay - Derby - Deschamp - Désert et de Font-Réault - Dorey | - Eclair - Einaudi - Elfe - Emeraude - G.A.M. - G.A.R. - Gauthier - Griffon - Grouesy - HP - Huffit - Ipsi - Jack Sport - Janoir - Janémian - JG Sport - Jouvie - Julien | - La Confortable - La Flèche - La Perle - La Roulette - La Violette - Lacour - Laetitia - L.B. - Le Cabri - Le Favori - Le Méhari - Le Roitelet - Lurquin-Coudert - Major - Marguerite Typ A - Marr - Max - Molla - Micron - Molla - Monitor - Mourre | - Noël - Orial - Patri - Pégase - Pestourie et Planchon - Phébus - Quo Vadis - Rally - Revol - Roll - Salmson - Santax - Sénéchal - SICAM - SIMA-Violet - Sphinx - Spidos - Super | - Tholomé - Tic-Tac - Tom Pouce - Utilis - Vaillant - Villard - Violet-Bogey - Violette - Viratelle - Virus - Weler - Zénia - Zévaco |

### Grècia
- Theologou

### Itàlia
| - Amilcar Italiana - Anzani | - Baroso (Officine Barosso) - C.I.P. (Cyclecar Italiana Petromilli) | - Della Ferrera (Fratelli Della Ferrera) | - Marino - Meldi (Officine Meccanica Giuseppe Meldi) | - San Giusto (S.A. San Giusto) - SIC (Società Italiana Cyclecars) | - Vaghi (Motovetturette Vaghi) |

### Països Catalans
| - Alvarez - América - Balandrás - Baradat-Esteve | - Cácharo - David - Díaz y Grilló - Edis | - Hebe - Hércules - JBR - Loryc | - Nacional Custals - S.T.O.R.M. - Salvador - Talleres Hereter |

### Polònia
- SKAF

### Regne Unit
- AC (Auto Carriers Ltd)
- Adamson
- Aerocar
- Alldays & Onions
- Allwyn
- Alvechurch
- Amazon
- Archer
- Armstrong
- Athmac
- Atomette
- Autotrix
- AV

- Baby Blake
- Baker & Dale
- Bantam
- Barnard
- Baughan
- Beacon Motors
- Bell
- Black Prince
- Blériot-Whippet
- Bound
- Bow-V-Car
- BPD
- Bradwell
- Britannia
- Broadway
- Buckingham

- Cambro
- Campion
- Corfield & Hurle[de 76]
- Carden
- Carlette
- Carter
- Castle Three
- CFB
- CFL
- Chater-Lea
- Chota
- Coventry Premier
- Coventry-Victor
- Crescent
- Cripps
- Crompton
- Crouch
- Cumbria Motors
- CWS
- Cyclar

- Dallison
- Day-Leeds
- Dayton
- Dennis
- Dewcar
- Douglas
- D'Ultra (D-Ultra)
- Duocar
- Dursley-Pedersen

- Economic
- Edmond
- Edmund
- Edwards
- EYME

- GB
- Gerald
- Gibbons
- Gillyard
- Glover
- GN
- Gnome
- Gordon (1912-1914)
- Grahame-White
- Guildford
- GWK

- Hampton
- HCE
- Heybourn
- Hill & Stanier
- HMC
- Howard
- Howett
- HP
- Humberette

- Imperial
- Invicta

- Jappic
- JBS
- Jewel
- Jones

- Kendall

- LAD
- La Rapide
- Lambert
- LEC
- Lecoy
- Lester Solus
- Lington
- LM (Little Midland)

- Matchless
- Marcus
- Marlborough (cotxe anglo-francès)
- Mead & Deakin (Medea)[de 77]
- Medinger[de 78]
- Menley
- Meteorite Cars[de 79]
- Metro-Tyler[de 80]
- Morgan

- New Hudson
- Nomad Cars[de 81]
- Northstar[de 82]
- Norma

- Paragon[de 83]
- Pickering, Darley & Allday (PDA)
- Pearson & Cox
- Perry
- Premier Motor (PMC)[de 84]
- Princess
- Projecta[de 85]
- Pyramid[de 86]

- Ranger[de 87]
- Rex
- Richardson (1903)
- Richardson (1919)
- Robertson
- Robinson & Price
- Rollo
- Royal Ruby
- Rene Tondeur (RTC)[de 88]
- Rudge-Whitworth
- J. A. Ryley[de 89]

- Simplic
- Skeoch
- Speedy[de 90]
- Sterling
- Stoneleigh
- Swift

- Tamplin
- T.B.
- Tiny
- Turner

- Unique[de 91]

- VAL
- Vee Gee
- Victor
- Warne
- Warren-Lambert
- Westall
- Wherwell
- Whitgift[de 92]
- Wilbrook
- Willis
- Winson
- Wooler
- Wrigley
- WSC
- Winter
- Woodrow
- Xtra
- Zendik

### Suècia
| - Mascot - Self |

### Suïssa
- Moser (Fritz Moser, Fabrique d'Automobiles et Motocyclettes)[de 93]
- Speidel

### Txecoslovàquia
| - Novo - Vaja |